# Littoraria melanostoma
Ốc vùng triều miệng đen hay ốc miệng đen (Littoraria melanostoma) là một loài ốc biển, là động vật thân mềm chân bụng sống ở biển trong họ Littorinidae.
Loài này có ở vùng biển Việt Nam.